# Az árnyak
Az árnyak (eredeti cím: Umbre) 2014-es román televíziós sorozat, amelyet az HBO Europe gyártott. A sorozat műfaja bűnügyi-dráma. 
Jelenleg három évaddal rendelkezik. A második évad 2017-ben készült el, míg a harmadik 2019-ben.

## A történet
Relu csak szeretett volna biztos anyagi feltételeket teremteni a családja számára, de ezért kemény árat kellett fizetnie. Sokszor került veszélybe az élete, mivel a munkája az alvilághoz köti. Komoly emberekkel került kapcsolatba, akiknek mit sem ér egy ember élete, gondolkodás nélkül megölnek bárkit. A fegyverekben sem válogatnak, legyen szó akár késről, pisztolyról vagy elektromos fűrészről, nekik mindegy, azzal ölnek, ami a kezük ügyébe kerül, és ami éppen a megfelelő célt szolgálja.
Relu élete jól alakult, a főnöke is egyre jobban a bizalmába fogadta őt, de az események nem úgy alakultak, ahogy eltervezte. Mindennek az lett a következménye, hogy összeverten ébred egy kádban, és csak egy hajszál választja el a haláltól.

## Szereplők
| Szereplő | Színész         |
| -------- | --------------- |
| Relu     | Serban Pavlu    |
| Kapitány | Doru Ana        |
| Gina     | Maria Obretin   |
| Nico     | Andreea Vasile  |
| Magda    | Madalina Craiu  |
| Sabin    | Sergiu Costache |